# Fred Weller
Frederick Weller (New Orleans, 18 aprile 1966) è un attore statunitense.

## Biografia
Nato a New Orelans nel 1966, a partire dal 1993 entra nel cast della serie Missing Persons. Nel 2008 ottiene il ruolo principale di Marshall Mann nella serie In Plain Sight - Protezione testimoni, che manterrà per 61 episodi fino al 2012. 

### Vita privata
È sposato con Ali Marsh dal 2003 e hanno due figli, nati nel 2007 e nel 2010.

## Filmografia

### Cinema
- Bugsy, regia di Barry Levinson (1991)
- Stonewall, regia di Nigel Finch (1995)
- The Business of Strangers, regia di Patrick Stettner (2001)
- The Shape of Things, regia di Neil LaBute (2003)
- Be Loved, regia di James Toback (2004)
- Southern Belles, regia di Paul Myers e Brennan Shroff (2005)
- Four Lane Highway, regia di Dylan McCormick (2005)
- Life in Flight, regia di Tracey Hecht (2008)
- Buffalo Bushido, regia di Peter McGennis (2009)
- The Normals, regia di Kevin Patrick Connors (2012)
- Nel mondo libero (The Free World), regia di Jason Lew (2016)
- Altruisti si diventa (The Fundamentals of Caring), regia di Rob Burnett (2016)
- BlacKkKlansman, regia di Spike Lee (2018)
- Out of the Blue, regia di Neil LaBute (2022)
- Causeway, regia di Lila Neugebauer (2022)

### Televisione
- Io volerò via (I'll Fly Away) - serie TV, episodio 1x01 (1991)
- Law & Order - I due volti della giustizia (Law & Order) - serie TV, episodio 3x14 (1993)
- Le avventure del giovane Indiana Jones (The Young Indiana Jones Chronicles) - serie TV, episodio 2x05 (1993)
- Missing Persons - serie TV, 17 episodi (1993)
- Law & Order - Unità vittime speciali (Law & Order: Special Victims Unit) - serie TV, episodio 4x16 (2003)
- Law & Order: Criminal Intent - serie TV, 2 episodi (2004-2007)
- The Jury - serie TV, episodio 1x06 (2004)
- Related - serie TV, episodio 1x18 (2005)
- Detective Monk (Monk) - serie TV, episodio 5x05 (2006)
- In Plain Sight - Protezione testimoni (In Plain Sight) - serie TV, 61 episodi (2008-2012)
- Wainy Days - serie TV, 2 episodi (2009)
- The Good Wife - serie TV, 3 episodi (2010-2013)
- Blue Bloods - serie TV, 3 episodi (2011)
- My America - serie TV, episodio 1x30 (2012)
- Childrens Hospital - serie TV, episodio 4x10 (2012)
- Alpha House - serie TV, episodio 1x06 (2013)
- The Michael J. Fox Show - serie TV, episodio 1x14 (2014)
- Those Who Kill - serie TV, episodio 1x05 (2014)
- Person of Interest - serie TV, episodio 4x01 (2014)
- Billy & Billie - serie TV, 5 episodi (2015-2016)
- Forever - serie TV, episodio 1x19 (2015)
- The Knick - serie TV, 2 episodi (2015)
- Banshee - La città del male (Banshee) - serie TV, 4 episodi (2016)
- Conviction - serie TV, episodio 1x06 (2016)
- Bull - serie TV, episodio 1x01 (2016)
- The Blacklist - serie TV, episodio 4x18 (2017)
- Odd Mom Out - serie TV, episodio 3x09 (2017)
- Elementary - serie TV, episodio 4x18 (2018)
- Mosaic - serie TV, 6 episodi (2018)
- The Path - serie TV, episodio 3x08 (2018)
- At Home with Amy Sedaris - serie TV, 2 episodi (2019-2020)

### Cortometraggi
- Streetcar, regia di Frederick Weller (2009)
- Romney Does Improv, regia di Amy Rice (2012)
- People We Meet, regia di Keith Powell (2014)
- If Walls Could Talk, regia di Jake Carter e Max Rothman (2016)

### Regista
- Streetcar (2009)

## Doppiatori italiani
Nelle versioni in italiano delle opere in cui ha recitato, Frederick Weller è stato doppiato da:
- Vittorio Guerrieri in The Good Wife, Blue Bloods
- Riccardo Rossi in Law & Order - I due volti della giustizia
- Oreste Baldini in In the Beginning - In principio era
- Riccardo Niseem Onorato in The Shape of Things
- Marco Baroni Law & Order - Unità vittime speciali
- Luca Bottale in Law & Order: Criminal Intent (ep. 3x18)
- Andrea Beltramo in Law & Order: Criminal Intent (ep. 7x05)
- Angelo Maggi in In Plain Sight - Protezione testimoni (st. 1-3)
- Edoardo Stoppacciaro in In Plain Sight - Protezione testimoni (st. 4-5)
- Giuliano Bonetto in Detective Monk
- Alberto Bognanni in Person of Interest
- Guido Di Naccio in The Knick
- Emanuele Ruzza in Banshee - La Città del male
- Giorgio Borghetti in Bull
- Raffaele Carpentieri in The Blacklist
- Daniele Raffaeli in Elementary
- Simone D'Andrea in Mosaic